# Arantia leptocnemis
Arantia leptocnemis är en insektsart som beskrevs av Karsch 1890. Arantia leptocnemis ingår i släktet Arantia och familjen vårtbitare. Inga underarter finns listade i Catalogue of Life.